# Шеронак
Шеронак (фр. Chéronnac) је насељено место у Француској у региону Лимузен, у департману Горња Вијена.
По подацима из 2011. године у општини је живело 332 становника, а густина насељености је износила 17,57 становника/km².

## Демографија
| 1962. | 1968. | 1975. | 1982. | 1990. | 2011. |
| ----- | ----- | ----- | ----- | ----- | ----- |
| 632   | 611   | 463   | 371   | 338   | 332   |